# آی‌ان‌اس ماگار (ال۲۰)
آی‌ان‌اس ماگار (ال۲۰) (به انگلیسی: INS Magar (L20)) یک کشتی است که طول آن 120 m می‌باشد.